# Старий хоче додому
«Старий хоче додому» («Vana mees tahab koju») — радянський двосерійний художній фільм 1991 року, знятий режисером Тинісом Каском.

## Сюжет
За мотивами роману Раймонда Каугвера «Стара людина хоче додому». У лікарняній палаті невеликого естонського містечка зустрічаються процвітаючий композитор Альберт Вальтер і пенсіонер Тоомас Сіммо. У кожного з них свої проблеми: у Вальтера не складаються стосунки із сином, а Сіммо може втратити свій будинок, тому що його доньці, яка мріє виїхати за кордон, потрібні гроші.

## У ролях
- Кальйо Кійск — Тоомас Сіммо
- Райво Трасс — Альберт Вальтер
- Кайє Міхкелсон — Інна Вальтер
- Хендрік Тоомпере — Вейко Вальтер
- Ангеліна Семенова — Каді
- Марі Лілль-Тамм — Майле
- Міхкель Смелянський — Пітер
- Хеленд Пееп — Лембіт
- Юлле Улла — медсестра Кайдула
- Енн Краам — Вірков
- Пірет Кальда — епізод
- Райво Тамм — епізод
- Юллар Пилд — студент
- Маті Клоорен — хворий
- Ір'я Аав — епізод
- Ану Пресярв — епізод
- Ельмар Трінк — епізод
- Мярт Віснапуу — епізод
- Андрес Двінянінов — епізод

## Знімальна група
- Режисер — Тиніс Каск
- Сценарист — Марія Звєрєва
- Оператор — Енн Путнік
- Композитор — Рене Ееспере
- Художник — Рональд Колманн